# Herb Krynek
Herb Krynek – jeden z symboli miasta Krynki i gminy Krynki w postaci herbu.

## Wygląd i symbolika
Herb przedstawia w polu błękitnym lwa wspiętego złotego, zwróconego w prawo, na murawie zielonej.

## Historia
Krynki otrzymały herb i prawdopodobnie prawa miejskie od króla Zygmunta I Starego w 1509 r. Prawa magdeburskie Krynki uzyskały w roku 1569. Nie wiadomo, jak wyglądał herb, jaki Krynki otrzymały od Zygmunta Starego. Znane są dwie pieczęcie miasta. W polu bardzo niewyraźnej pieczęci przy dokumencie z 1640 r. widnieje zarys zwierzęcia, stojącego na czterech łapach, prawdopodobnie lwa. Natomiast na pieczęci z 1791 r. jest tarcza z lwem wspiętym, stojącym na listwie.
Wersję herbu ustanowioną przez Radę Miejską 29 grudnia 2016 opracowano na podstawie pieczęci z 1791 r.